# Ferenczi Sándor (biológus)
Ferenczi Sándor (Alsójára, 1901. augusztus 7. – Sopron, 1945. március 29.) magyar természettudományi szakíró, újságíró.

## Életútja
Középiskolai és egyetemi tanulmányait Kolozsvárt végezte, Szegeden szerzett doktorátust. Nyomtatásban megjelent disszertációja: A madarak öregkortól eltérő tollszínezete atavisztikus jelenség-e, avagy a környezet hatásának tulajdonítható? (Szeged, 1931). 1924-től tanár a kolozsvári unitárius kollégiumban, közben a Ferdinand Egyetem állattani intézetének munkatársa (1925–28), szerkeszti az Erdélyi Kárpát-Egyesület lapját, az Erdélyt (1933–35), munkatársa számos más folyóiratnak és napilapnak. A földművelésügyi minisztérium megbízásából erdélyrészi ornitológus, az EKE képviselője a romániai Természetvédő Egyesületben, az országos Természetvédő Bizottság alelnöke. 1940-től a máramarosszigeti főgimnázium igazgatója.
Erdély viperáiról írt tanulmánya (1932), az EME vándorgyűlésein tartott előadása Erdély kihalt és kihalóban levő emlősállatairól (1933) s a kolumbácsi légyrajokról Erdély nyugati részén (1934), cikke Brassairól mint természettudósról a Keresztény Magvetőben (1934) és a természettudományi szertárak kezeléséről az Erdélyi Iskolában (1943) különnyomatban is megjelent. Általános érdekű könyve: Kolozsvári útmutató (Kolozsvár, 1941). A katonai szolgálat megtagadása miatt nyilas tábori csendőrök agyonlőtték. Mint nevelő és természetjáró több nemzedékre hatott; az írók közül tanítványa, Létay Lajos emlékezik vissza rá hálával.